# 遥かなる橋
遥かなる橋（はるかなるはし、原題はA Bridge Too Far）は、コーネリアス・ライアンによるノンフィクションの戦記小説。
第2次世界大戦時に行われた「マーケット・ガーデン作戦」を生き延びたアメリカ軍、イギリス軍その他兵隊と戦ったドイツ国防軍、ナチスの親衛隊の将兵、またオランダ人に取材したことを書いた書物である。
原作は1974年に発行。
日本語翻訳版は1975年に初版発行。ハヤカワ書房が日本語版独占権を取得している。

## 映画
1977年にリチャード・アッテンボロー監督により「遠すぎた橋」として映画化された。英語版タイトルはどちらも「A Bridge Too Far」である。

### 同じ著者が書いた本
- 史上最大の作戦

## 書籍
史上最大の空挺作戦『遙かなる橋〈上･下〉』早川書房（1977年7月15日）再販発行
著者　コーネリアス・ライアン
訳者　八木　勇
- 上巻：0031-901440-6942
- 下巻：0031-901450-6942

『遙かなる橋〈上･下〉』ハヤカワ文庫（1980年3月1日）
- 上巻：ISBN 978-4150500573
- 下巻：ISBN 978-4150500580